# Brochtorff Circle

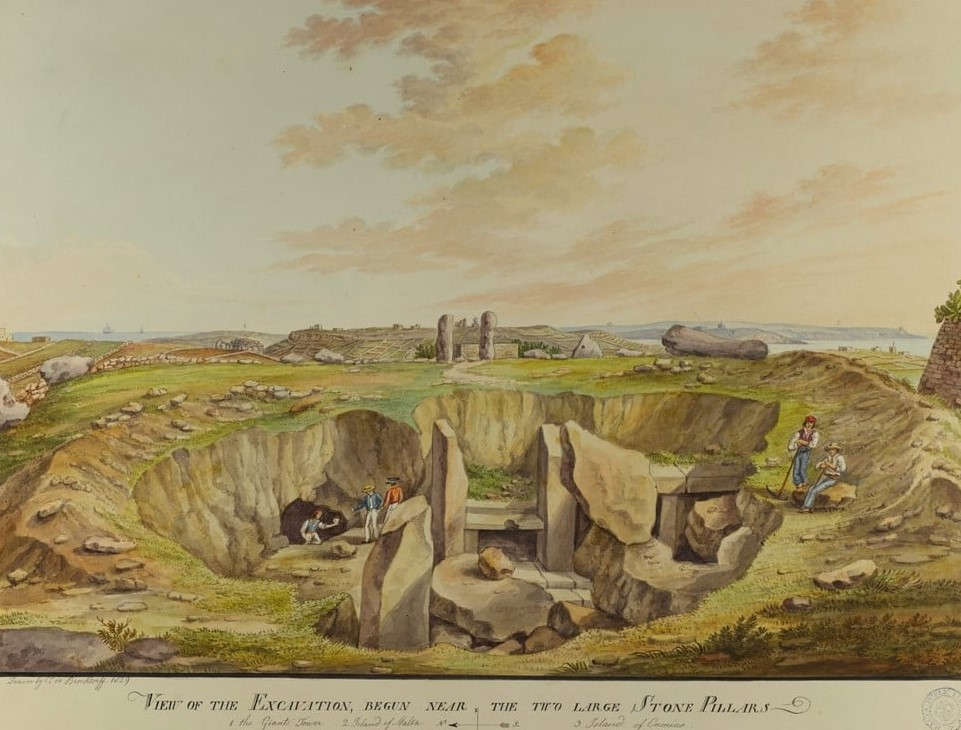
Aquarell von Charles Frederick de Brocktorff

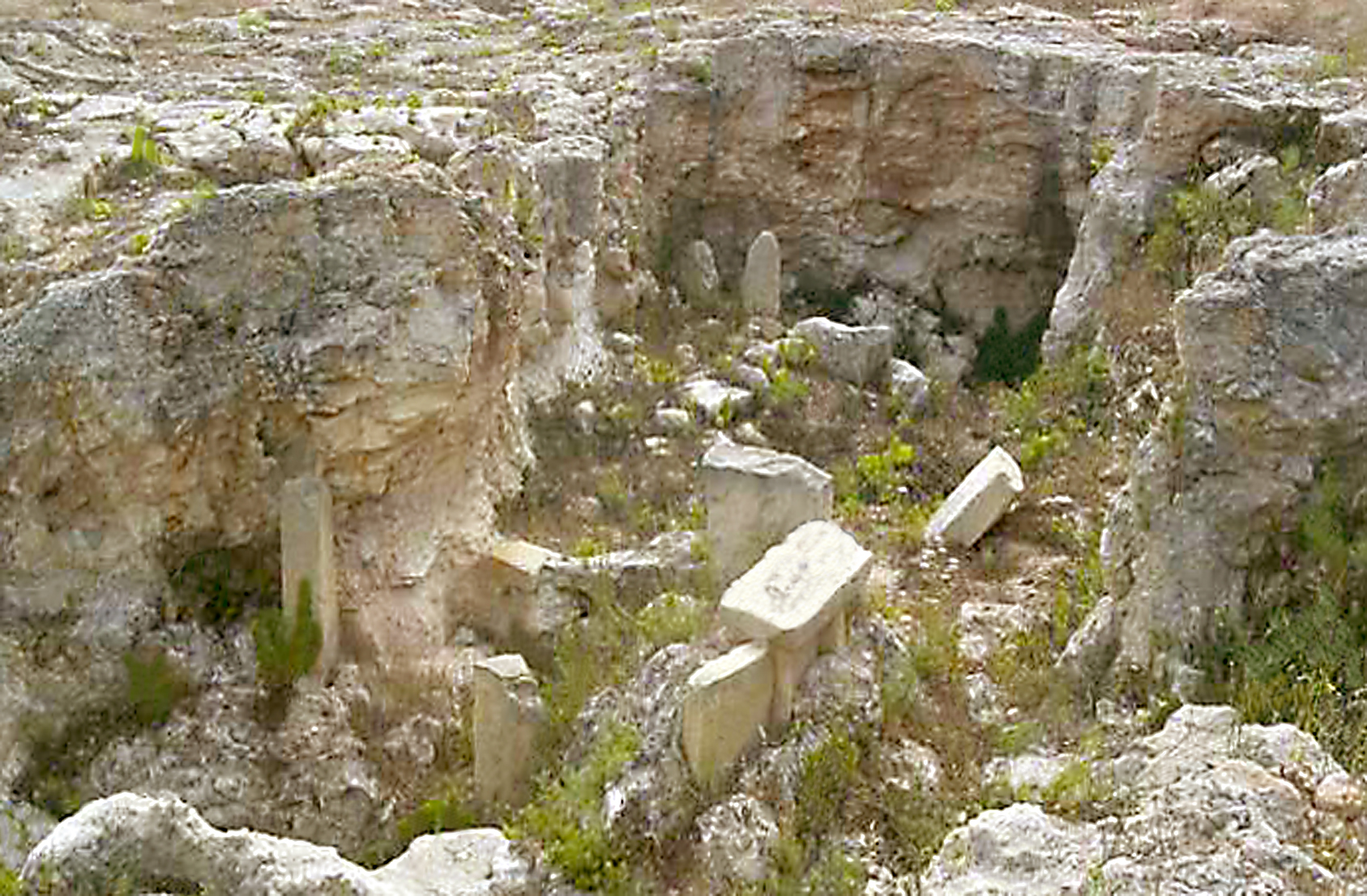
Das Hypogäum von Xaghra

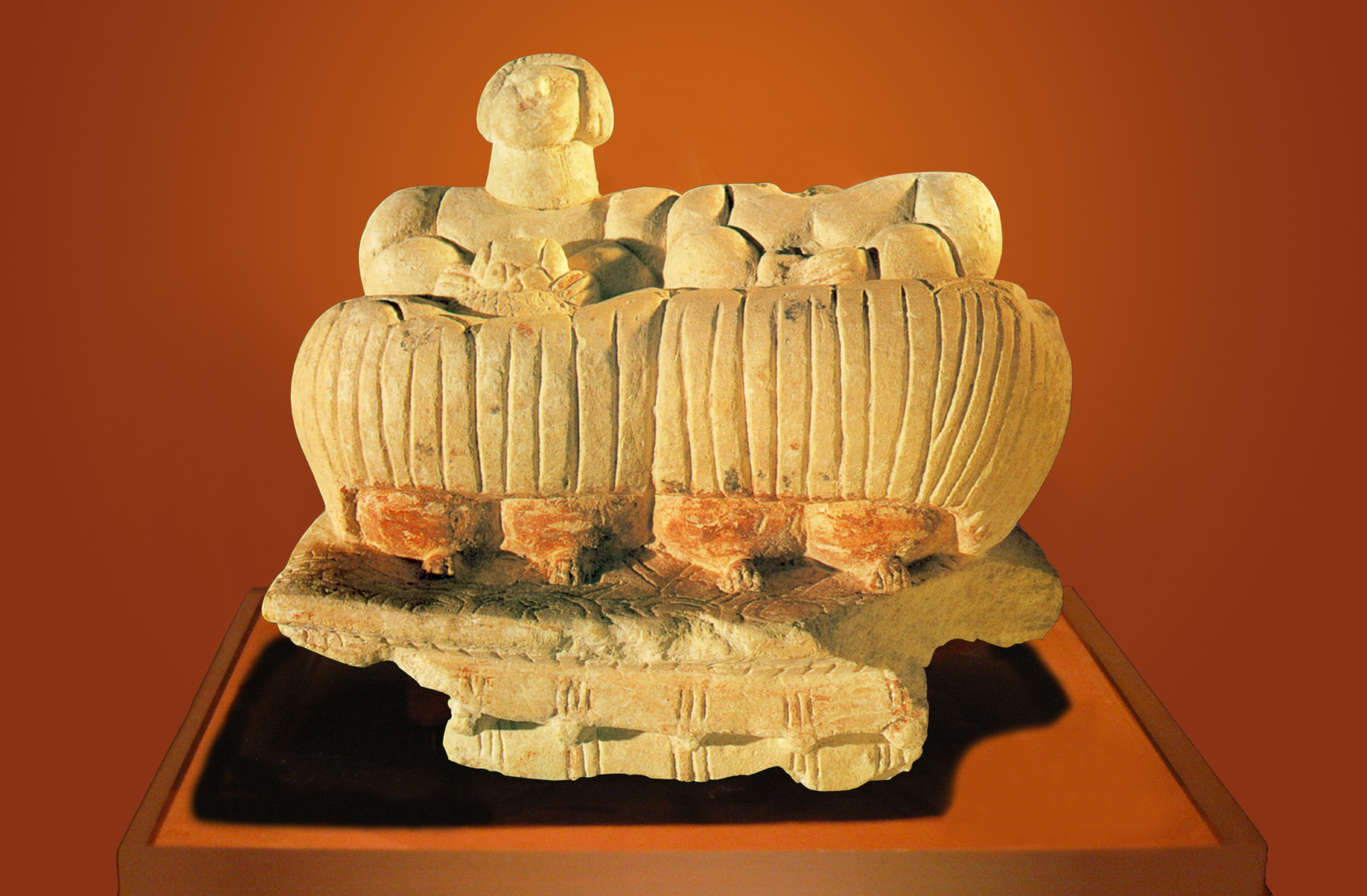
Das Doppelidol

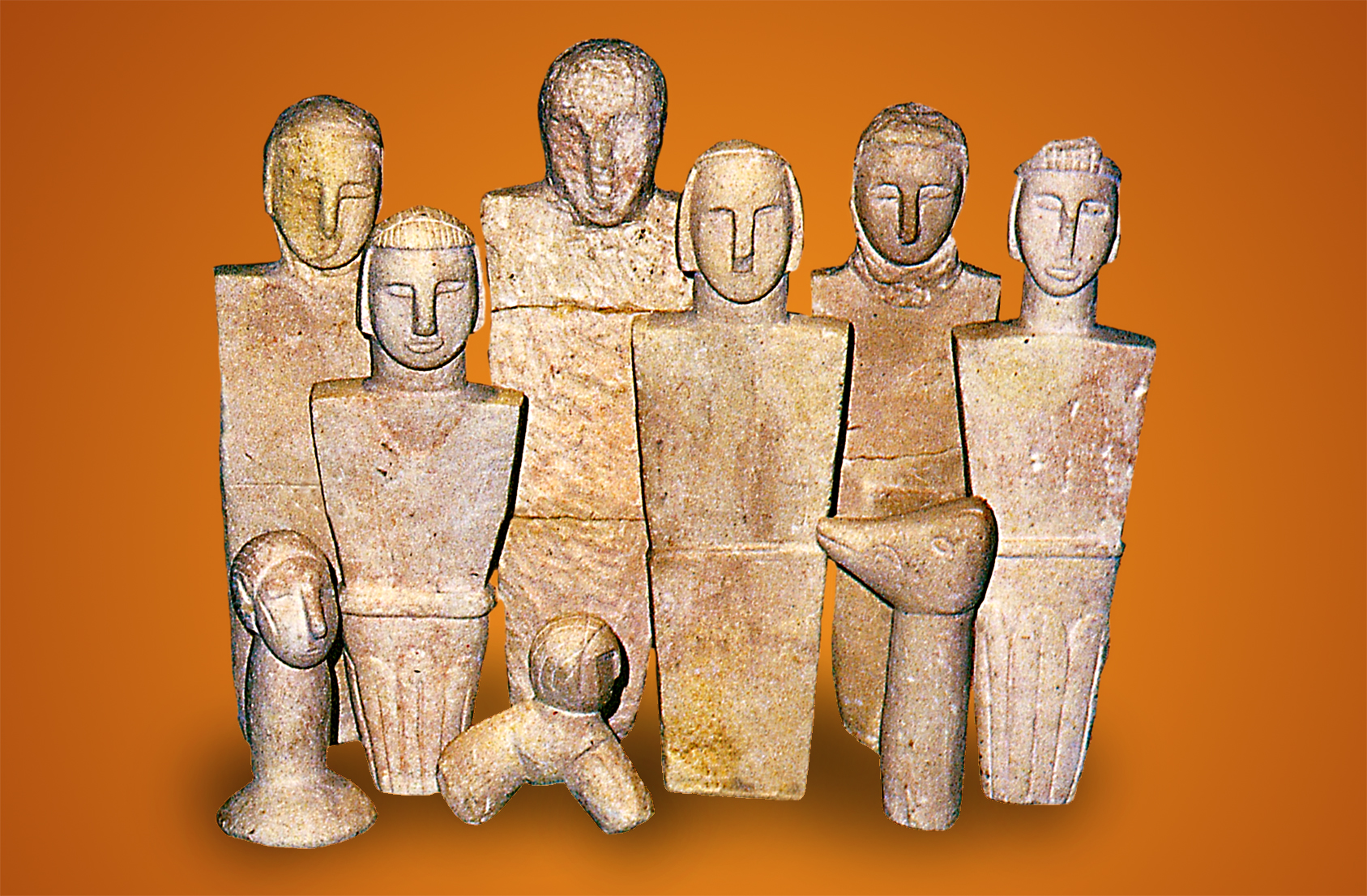
Die so genannten Schamanen

Brochtorff Circle (auch Xagħra Stone Circle genannt) ist ein nahezu ausgegangener megalithischer Steinkreis mit einem Durchmesser von etwa 45 m. Er liegt auf Plateaus groben korallinen Kalksteins auf der maltesischen Insel Gozo, etwa 300 m vom Ġgantija-Tempel, in der Nähe der Siedlung Xagħra. Er wurde in das Nationale Inventar der Kulturgüter der maltesischen Inseln aufgenommen.

## Entdeckung
Die Bezeichnung Brochtorff Circle geht auf den dänischen Maler Charles Frederick de Brocktorff (1775–1850) zurück, der in den Jahren 1828 und 1829 verschiedene Aquarelle des Platzes anfertigte, darunter Bilder der Ausgrabung von 1829. Später wurde der Steinkreis als Steinbruch verwendet und die Fläche landwirtschaftlich genutzt; die genaue Lage des Kreises geriet in Vergessenheit.
Unter Zuhilfenahme der Brocktorff-Aquarelle und anhand der Ackergrenzen, die noch den ursprünglichen Steinsetzungen folgen, wurde der Ort 1965 durch J. M. Attard-Tabone wiederentdeckt. Zwischen 1987 und 1994 erfolgte eine umfangreiche Ausgrabung. Der megalithische Kreis markierte den Zugang zu einem Hypogäum oder Felsengrab. Die komplexe Anlage ist, ähnlich wie mittlerweile das Hypogäum von Ħal-Saflieni auf der Hauptinsel Malta, unzugänglich.
Es konnte nachgewiesen werden, dass die unterirdische Struktur bereits um 3900 v. Chr. also während der Żebbuġ-Phase bestand. Sie enthielt etwa 50 Bestattungen. Zu der Zeit soll, etwa 2000 Jahre nach der Erstbesiedlung des Archipels durch Angehörige der Stentinello-Kultur (einer Gruppe der Cardial- oder Impressokulturen), eine zweite Zuwanderung von Sizilien aus erfolgt sein. Die Żebbuġ-Phase leitet zur megalithischen Mġarr-Phase über. Diese Migration wird allerdings nur daraus abgeleitet, dass sich die Rituale und Kultbauten stark veränderten, was aber (wie auf anderen mediterranen Inseln auch) eine endogene Entwicklung darstellen kann.

## Beschreibung
Ein Schacht führte in ein aus dem Fels gehauenes Grab, das aus zwei Kammern von etwa zwei Metern Durchmesser besteht. In ihm fand man die Überreste von etwa 63 Menschen. Viele Schädel und Langknochen fehlten. Die Toten waren zusammen mit Halsketten aus Muschelschalen, Töpfen mit Ocker und kleinen Anhängern aus Stein und Knochen deponiert worden. Am Eingang der einen Kammer stand ein Statuenmenhir. In der anderen lag eine große Muschel in einem Ockergefäß.
Später wurden diese relativ kleinen von wesentlich größeren Gräbern überlagert. Die neue Nekropole wurde in einem natürlichen Höhlensystem angelegt, das durch Steinblöcke ergänzt wurde. Um die Anlage wurde ein Kreis aus Megalithen aufgestellt. Zwei größere, aufrechte Steine flankieren den Eingang. Eine große Tempelstruktur stand im Zentrum einer deckenlosen Höhle. Die Ausgrabungen haben einen kleinen Schrein zutage gefördert, der von Megalithen flankiert war. Hier wurden ein Figurenbündel aus flachen, schematischen Körpern, ein Tonsieb, ein kleiner Topf mit gelbem Ocker und ein großes Steingefäß gefunden. Eine Skulptur, die zwei korpulente Menschen, die auf einem Korbsofa sitzen, darstellt, ist einzigartig auf Malta und unterscheidet sich auch von anderen mediterranen Skulpturformen. Sie haben ungleiche Zopffrisuren. Der erhaltene Kopf trägt einen aufwendigen Haarknoten mit herabhängendem Zopf. Die eine Figur trägt in der Hand eine kleinere Darstellung ihrer selbst, die andere ein kleines Gefäß. Der honigfarbene Stein war ursprünglich farbig bemalt. Farbspuren von Schwarz, Rot und Gelb sind noch erkennbar. Eine natürliche, mit Knochen gefüllte Grube neben dem Schrein diente als Grab. Kleine Figuren aus gebranntem Lehm lagen bei den Toten. Diese waren nicht als intakter Leichnam begraben worden. Sie waren Ritualen unterworfen worden, durch welche ihre Knochen über die Höhlen und Nischen der Anlage verstreut wurden. Neben gebündelten oder angebrannten Knochen fanden sich Leichen, die noch teilweise im Knochenverband waren, und Stapel von Schädeln. Es gab auch Anordnungen menschlicher Überreste, von denen einige neben Schweinen, Schafen und einem Hundewelpen lagen. Eine vorläufige Analyse der Knochen spricht dafür, dass hier Menschen aller Altersstufen und beiderlei Geschlechts deponiert wurden. Der Platz stand offenbar in der Żebbuġ-Phase im Mittelpunkt der Gemeinschaft.
Später wurde der durch Übervölkerung ausgebrannte Archipel verlassen. Es ist möglich, dass der Konsum maritimer Ressourcen die Verminderung landwirtschaftlicher Erträge kompensiert hat. Ein Weg, die Menge maritimen Proteins in menschlicher Nahrung zu ermitteln, ist die chemische Untersuchung menschlichen Knochenmaterials. Die Untersuchung stabiler Isotope an sieben AMS radiocarbondatierten neolithischen Individuen vom Brochtorff Circle erbrachte keine Belege einer signifikanten Nutzung maritimer Nahrung.